# Мзаб
Мзаб (араб. مزاب‎; Уэд-Мзаб) — вади в алжирском вилайете Гардая. В 1982 году участку долины Мзаба площадью около 40 км² был присвоен статус объекта Всемирного наследия ЮНЕСКО.
Мзаб начинается от места соединения русел Эль-Хаймер и Абиод у города Гардая. Заканчивается в солончаке Себхет-Сафиун у гор Анк-Джемель.
Долина обитаема с древних времён. В X веке берберскими мусульманами-ибадитами были основаны пять ксуров — укреплённых городов. Поселения до наших дней остались практически неизменными, архитектура простая, но хорошо приспособлена к условиям региона.